# Lucio Boccardo
Lucio Boccardo (7 ottobre 1948) è un matematico italiano, Professore Emerito di Analisi Matematica presso l'Università degli Studi di Roma "La Sapienza".

## Biografia
Ha studiato Matematica tra il 1966 e il 1970 sotto la guida di Umberto Mosco e Guido Stampacchia.
Dal 1974 al 1980 è stato professore incaricato e assistente, mentre dal 1980 ha ricoperto il ruolo di professore ordinario di Analisi matematica presso le Università dell'Aquila, Roma Tor Vergata e infine La Sapienza di Roma.
È riconosciuto come una figura di rilievo nel campo dell'Analisi Matematica e ha avuto un ruolo chiave nello sviluppo della ricerca in equazioni differenziali non lineari. Ha contribuito attivamente alla comunità scientifica internazionale attraverso la sua produzione accademica, la formazione di nuovi ricercatori e l'organizzazione di eventi scientifici di rilievo. È Socio corrispondente non residente (Classe di Scienze matematiche e naturali - Sezione di Scienze matematiche) presso l'Istituto Lombardo-Accademia di Scienze e Lettere.
I suoi interessi di ricerca si concentrano sulle equazioni differenziali non lineari ellittiche e paraboliche e sul calcolo delle variazioni. Ha coordinato sia a livello locale che nazionale gruppi di ricerca e ha partecipato all'organizzazione di vari congressi internazionali.
Ha pubblicato oltre 250 articoli scientifici e ha ricevuto più di 12.000 citazioni e il suo indice H è pari a 50.
Ha ricoperto ruoli istituzionali importanti, tra cui quello di coordinatore del Dottorato in Matematica, Direttore del Dipartimento di Matematica G. Castelnuovo, e membro del comitato di redazione delle riviste Rendiconti di Matematica, Asymptotic Analysis e Nonlinear Analysis.